# リッカルド・モランディ
リッカルド・モランディ（イタリア語: Riccardo Morandi、1902年9月1日 - 1989年12月25日）は、イタリアの建築家、構造家である。
ローマ生まれ。1930年代、多くの映画館を設計した。1936年、プレストレスト鉄筋コンクリート構造に関する研究を始めた。1957年、ベネズエラ西部マラカイボ湖の流出口の架橋の国際設計競技で優勝し、ラファエル・ウルダネタ橋を設計した。1959年-1969年フィレンツェ大学建築学部、1969年-1972年ローマ・ラ・サピエンツァ大学工学部で、教鞭を執った。

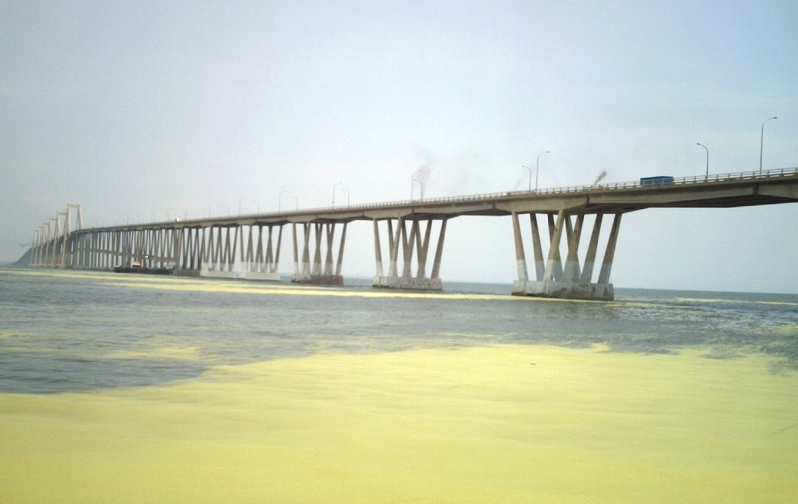
ラファエル・ウルダネタ橋、1962年竣工、2007年撮影
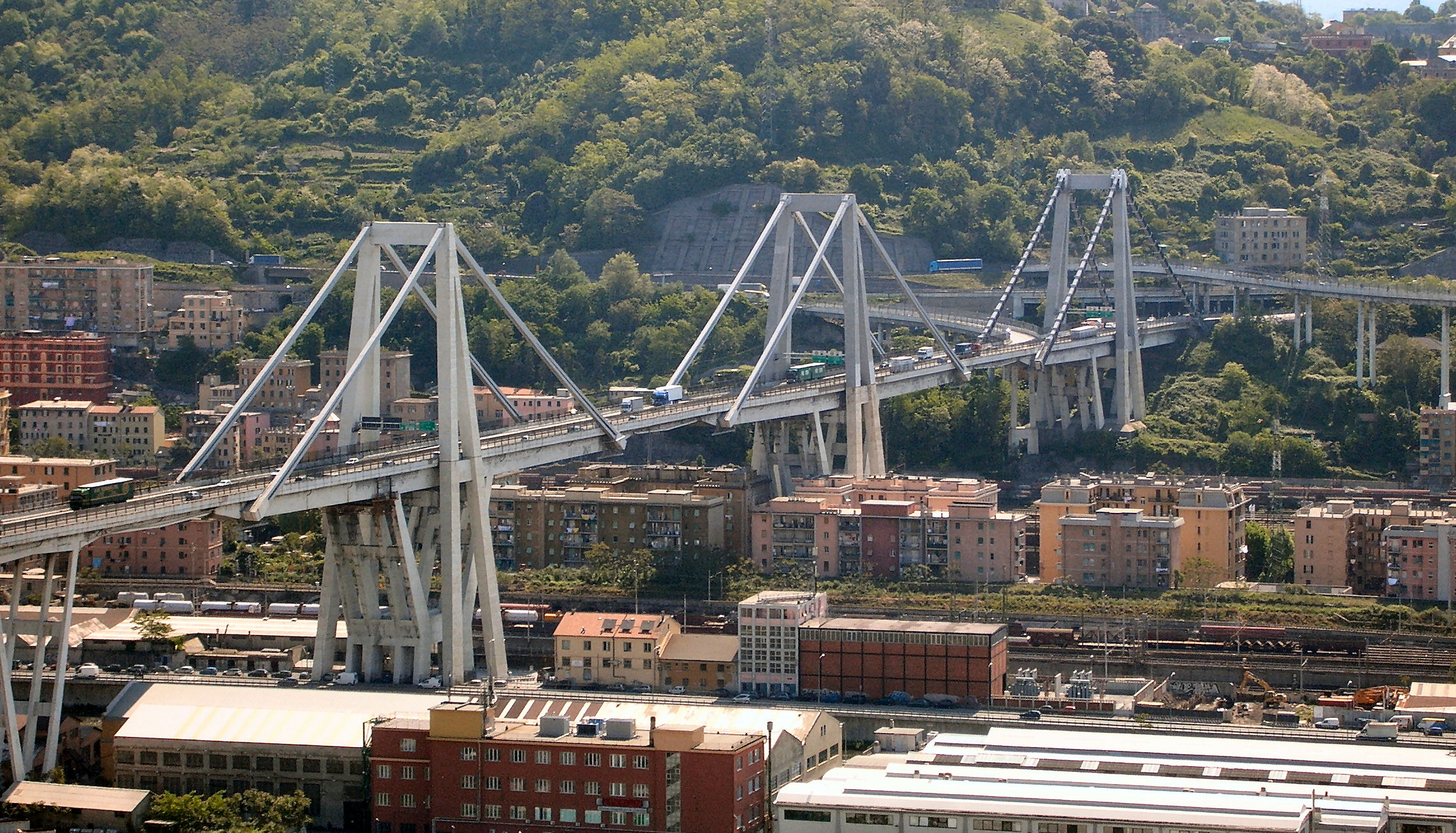
ジェノヴァのモランディ橋、1967年竣工、2008年撮影、2018年崩落
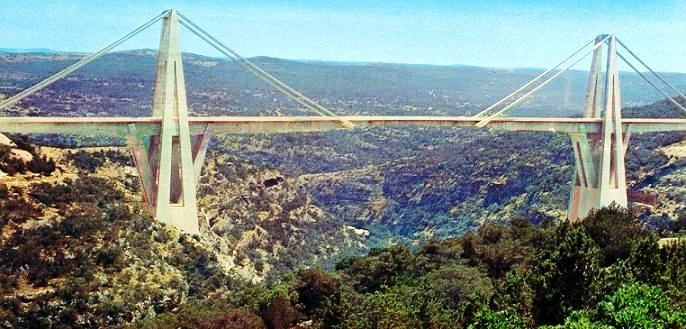
リビアのワジWadi el Kufにかかる橋梁it:Ponte sul Wadi al-Kuf、1971年竣工、1970年代撮影